# Baetis heptapotamicus
Baetis heptapotamicus is een haft uit de familie Baetidae. De wetenschappelijke naam van de soort is voor het eerst geldig gepubliceerd in 1930 door Brodsky.
De soort komt voor in het Palearctisch gebied.